# Nexticapan
Nexticapan är en ort i Mexiko.   Den ligger i kommunen Zacapoaxtla och delstaten Puebla, i den sydöstra delen av landet, 170 km öster om huvudstaden Mexico City. Nexticapan ligger 2 202 meter över havet och antalet invånare är 1 119.
Terrängen runt Nexticapan är kuperad, och sluttar norrut. Runt Nexticapan är det ganska tätbefolkat, med 129 invånare per kvadratkilometer. Närmaste större samhälle är Tatoxcac, 5,1 km norr om Nexticapan. I omgivningarna runt Nexticapan växer huvudsakligen savannskog.